# Каменка (Тумановское сельское поселение)
Каменка — деревня в Вяземском районе Смоленской области России. Входит в состав Тумановского сельского поселения. Население — 7 жителей (2007). 
Расположена в восточной части области в 24 км к северо-востоку от Вязьмы, в 5 км южнее автодороги М1 «Беларусь», на берегу реки Каменка. В 12 км севернее деревни расположена железнодорожная станция Туманово на линии Москва — Минск. 

## История
В годы Великой Отечественной войны деревня была оккупирована гитлеровскими войсками в октябре 1941 года, освобождена в марте 1943 года. 